# Combat d'Adjlal
Guerre du Mali
Batailles
Le combat d'Adjlal a lieu du 9 au 10 août 2016 pendant la guerre du Mali.

## Déroulement
De nouveaux combats entre la Plateforme et la CMA éclatent le 9 août 2016 près d'Adjlal — ou Edjarer — à 70 kilomètres au nord-est de Kidal, et à Touzik, à 35 kilomètres au sud-est de Kidal, et ce malgré la suspension des hostilités décrétée par la Commission technique de sécurité le 2 août,,,,. Ces affrontements débutent vers 17 h 00, heure locale. Ils opposent surtout le GATIA au HCUA,. Les deux camps se rejettent la responsabilité de la reprise des combats,,. 
Après une accalmie nocturne, la CMA envoie des renforts depuis Kidal. Les affrontements reprennent, puis s'achèvent le 10 août,.

## Pertes
Le média Koaci.com affirme le 13 août que selon des sources proches du GATIA, 39 morts et 34 blessés ont été enregistrés du côté des combattants de la CMA, tandis que le GATIA déclare pour sa part avoir déploré « 5 morts dans ses rangs et 24 blessés, dont 3 se trouvent dans un état grave ». 
Dans son rapport de septembre 2016 sur la situation au Mali, l'ONU conclut que sept combattants de la CMA ont été tués, 32 blessés et 5 autres enlevés par le GATIA. L'ONU dénombre également au moins un mort et dix blessés dans les rangs de la Plateforme.